# Castianeira setosa
Castianeira setosa är en spindelart som beskrevs av Cândido Firmino de Mello-Leitão 1947. 
Castianeira setosa ingår i släktet Castianeira och familjen flinkspindlar. Inga underarter finns listade.